# Jacob Simonsz de Rijk
Jacob Simonsz de Rijk (Amsterdam, ca. 1541 – Veere, 11 september 1584) was een graanhandelaar in Amsterdam, die vanwege zijn calvinistische geloofsovertuiging in 1566 naar het Duitse Dantzig uitweek.
Hij rustte een schip uit om zich daarmee te voegen bij de vloot der watergeuzen. Met dat schip nam hij deel aan de inname van Den Briel op 1 april 1572 en een aantal geuzenexpedities in Zeeland. Hij werd benoemd tot commandant van Veere. Tijdens een aanval op Tholen werd hij gevangengenomen. Na zijn vrijlating kocht hij een heerlijkheid in Gent.